# Ormosia echigoensis
Ormosia echigoensis är en tvåvingeart som beskrevs av Alexander 1957. Ormosia echigoensis ingår i släktet Ormosia och familjen småharkrankar. Inga underarter finns listade i Catalogue of Life.